# Sitio de Montevideo (1843-1851)
Se conoce como Sitio de Montevideo o Sitio Grande al sitio que vivió la ciudad de Montevideo entre 1843 y 1851, durante la llamada Guerra Grande.

## Antecedentes
En julio de 1836 Fructuoso Rivera, agraviado por los resultados a los que arribó una comisión nombrada para examinar las cuentas de su período de gobierno y también destituido del cargo de comandante de la campaña, recurrió a las armas. El 19 de septiembre de 1836 se produjo la batalla de Carpintería entre el ejército leal al gobierno de Manuel Oribe —al mando de este y de Juan Antonio Lavalleja— y las fuerzas revolucionarias de Fructuoso Rivera, aliado con los unitarios argentinos exilados en el Uruguay, al mando del general Juan Lavalle. Tuvo lugar en las costas del arroyo Carpintería, en el departamento de Durazno.
Al año siguiente Rivera volvió a la carga, reforzado con tropas riograndenses, y consiguió derrotar a Oribe el 22 de octubre de 1837, en Yucutujá, departamento de Salto. Poco después, Rivera fue derrotado en la acción del Yí, pero la victoria brasileño-riverista de Palmar, el 15 de junio de 1838, dejó la República en manos de Rivera. Por otro lado, el bloqueo impuesto por una flota francesa a Buenos Aires, gobernada por su aliado en este conflicto, el caudillo gobernador de la provincia de Buenos Aires, Juan Manuel de Rosas, dejó incomunicado al presidente Oribe. Presionado desde el río y sitiado en la capital, Oribe presentó su renuncia el 24 de octubre de 1838, dejando sentada su protesta y legitimidad del cargo que le obligaban a abandonar.

## La Guerra Grande
En 1839 estalló la Guerra Grande. El conflicto se extendió entre el 10 de marzo de 1839 y el 8 de octubre de 1851. Los beligerantes fueron, por un lado, los blancos de Uruguay, encabezados por Manuel Oribe, aliados de los federales argentinos, liderados entonces por Juan Manuel de Rosas; y, por otro los colorados, aliados de los unitarios argentinos. El conflicto trascendió ampliamente la colectividad propia de las repúblicas platenses y contó con la intervención, diplomática y militar, del Imperio del Brasil, Francia y Gran Bretaña, además de la participación de fuerzas extranjeras (italianos de Giuseppe Garibaldi, españoles y franceses), algunos de los cuales actuaron en condición de mercenarios.
De 1839 a 1842 los enfrentamientos se produjeron fuera del territorio oriental. El escenario fue el territorio argentino, donde se enfrentaron unitarios y federales. Rosas puso a Oribe al frente del ejército federal y Juan Galo Lavalle hizo lo mismo con Rivera, el cual quedó al mando del ejército unitario. En septiembre de 1840, 17 000 hombres al mando del general Manuel Oribe intentaron hacerle frente a Lavalle, quien al mando de apenas 1.100 se retiró a Santa Fe. Su tropa fue constantemente perseguida y Lavalle fracasó sucesivamente en todos sus intentos de reorganizar su maltrecho ejército. Dicha campaña finalizó con la muerte de Lavalle el 9 de octubre de 1841 durante un tiroteo con una avanzada de las tropas federales en la ciudad de San Salvador de Jujuy, capital de la provincia de Jujuy.

## El Sitio Grande
La segunda etapa, de 1842 a 1851, se produjo en el territorio uruguayo. Después de su victoria en la batalla de Arroyo Grande (Entre Ríos), el ejército de Oribe cruzó el río Uruguay y el 16 de febrero de 1843 comenzó el sitio de Montevideo. Sería este el tercero de los sitios en que él participara y el más largo de todos, ya que duraría ocho años y medio, hasta el 8 de octubre de 1851. 

Bandera usada por los colorados de Fructuoso Rivera durante la Guerra Grande.

Acto seguido, Oribe organizó un gobierno, conocido como Gobierno del Cerrito, como si nada hubiera ocurrido desde el 24 de octubre de 1838. Designó ministros, hubo un parlamento y se dictó una ingente cantidad de disposiciones legales. En esta etapa convivieron en el país dos gobiernos: el de Montevideo, llamado de la Defensa, afín a Rivera, y el de Oribe, quien, en las afueras de la ciudad, tenía tres campamentos. Los campamentos se encontraban en el Cerrito de la Victoria, donde se organizaba la milicia, la "capital" estaba en Restauración, localidad que actualmente es el barrio montevideano de la Unión, donde se manejaba la política, y el puerto en el Puerto del Buceo, donde se dirigía la economía del interior del país y por donde se sacaban los cueros para exportar. El Gobierno del Cerrito controló la totalidad del país hasta 1851, exceptuando Montevideo y Colonia del Sacramento. Aplicó la Constitución de 1830 como base de su orden jurídico. Algunas figuras destacadas de aquella administración fueron Bernardo Prudencio Berro, Cándido Juanicó, Juan Francisco Giró, Atanasio Cruz Aguirre, Carlos Jerónimo Villademoros y otros patricios, algunos de importante actuación política posterior.
Otro gran tema fue la propuesta de la reunificación de la patria que realizó Rosas en 1845, con la reincorporación del Uruguay a las Provincias Unidas del Río de la Plata, anulando las imposiciones de la Convención Preliminar de Paz. Oribe no quiso decidir sobre este acto trascendente y envió el tema a tratamiento de una comisión parlamentaria que, finalmente, no definió nada. En cambio, Juan Francisco Giró, partidario de Manuel Oribe, lo acompañó en el Gobierno del Cerrito y actuó como su encargado en la misión que, en 1845, obtuvo el reconocimiento de la independencia del Uruguay por parte de España.

## La defensa de Montevideo

Bandera calabresa usada contra Napoleón, insignia de la Liga Italiana de 600 hombres bajo mando de Garibaldi en el Sitio de Montevideo.

Mientras Oribe sitiaba Montevideo, los colorados organizaron el Ejército de la Defensa, comandado por el militar unitario argentino José María Paz y el oriental Melchor Pacheco y Obes. A él se sumaron varios grupos de las colectividades francesa, española e italiana, todas ellas inmigrantes y mayoritariamente residentes en Montevideo, que formaron "legiones" que numéricamente superaron en conjunto a los propios efectivos orientales con los que contaban los colorados. Debido a la continua ola inmigratoria iniciada en 1830, la gran mayoría de estos inmigrantes se concentraban en la capital, donde eran enrolados como combatientes colorados.
Según observadores extranjeros en la ciudad de Montevideo, como el sanjuanino Domingo Faustino Sarmiento, que fue de camino en su viaje alrededor del mundo en 1848, la proporción de habitantes en la ciudad era según el padrón de 1843.:
habitantes de la ciudad de Montevideo:
europeos:.....15.252
orientales:....11.431
argentinos:.....3.170
africanos:.......1.344
Los habitantes se organizaron en milicias por nacionalidades.  Ellas eran:
legión argentina
legión italiana, bajo el mando de Giuseppe Garibaldi
legión vasca
2 batallones franceses, bajo bandera oriental
1 batallón de montevideanos
3 batallones de negros libertos

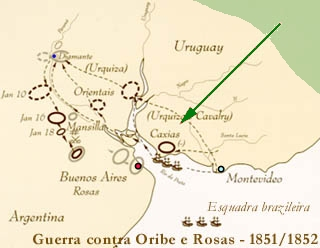
Movimiento de tropas al final de la Guerra Grande.

Bandera del Estado Oriental usada por las fuerzas del Partido Blanco hasta 1851.

El italiano Giuseppe Garibaldi en esa época se había instalado en Montevideo. En 1842 el gobierno de la Defensa designó a Garibaldi al mando de la flota, y el 16 de agosto de 1842 se libró un combate naval en el Río Paraná cerca de la localidad de Costa Brava. Las naves comandadas por Garibaldi fueron derrotadas por las fuerzas de Guillermo Brown. Garibaldi volvió a dirigir una escuadrilla naval, al frente de la cual logró impedir que las naves de Brown ocuparan la Isla de Ratas, en la bahía de Montevideo (que pasó entonces a llamarse Isla Libertad), con lo que logró impedir el intento de la flota rosista de bloquear Montevideo.
Garibaldi organizó una unidad militar denominada la Legión Italiana, al frente de la cual se puso al servicio del Gobierno de Montevideo. Entre sus acciones militares se destaca la que tuvo lugar en las afueras de las murallas de Montevideo, llamada el Combate de Tres Cruces, el 17 de noviembre del 1843. Luego de ello -nuevamente embarcado en su flotilla, y apoyando a las escuadras de Francia e Inglaterra-, participó en la ocupación en 1845 de Colonia del Sacramento, de la isla Martín García, de Gualeguaychú y de Salto. Audaz, propuso acciones como el secuestro de Rosas, que no fueron aceptadas por el Gobierno de Montevideo, que temía perderlo con ellas.

## Final
El año 1851 la situación sufrió un cambio radical. Por un lado, el diplomático Andrés Lamas obtuvo del Imperio del Brasil el compromiso de intervenir en el conflicto en favor del Gobierno de la Defensa. Y, por el otro, el caudillo entrerriano Justo José de Urquiza rompió su alianza con Rosas. El 29 de mayo se firmó en Montevideo un tratado de alianza ofensivo-defensiva entre el gobierno de la Defensa – que se presentaba como el único legítimo en el Uruguay -, el Imperio del Brasil y la provincia de Entre Ríos (los firmantes fueron, respectivamente, Manuel Herrera y Obes, Da Silva Pontes y Cuyás y Sampere). En su texto los firmantes acordaban “hacer salir del Uruguay al general don Manuel Oribe y a las fuerzas argentinas que manda”, y establecían que cualquier acto del gobierno argentino en contra de este propósito lo convertiría en enemigo de la coalición. El ejército oriental se colocaba bajo el general Eugenio Garzón, ex blanco que se había cambiado por discrepancias con Manuel Oribe. 

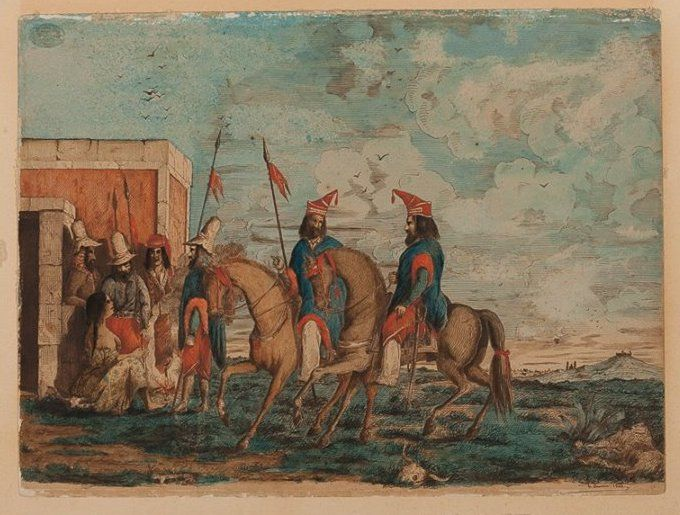
Soldados del ejército de Oribe. Sitio de Montevideo, por Doumic, 1844.

El 19 de julio Uruguay fue invadido por Urquiza, que cruzó el río Uruguay por Paysandú, y por Garzón, que cruzó el mismo río a la altura de Concordia. En Paysandú se sumaron a Urquiza Servando Gómez, Lucas Píriz y otros oficiales oribistas, hartos de aquella guerra interminable y previstos de su resultado. Ignacio Oribe, que rechazó indignado una oferta para pasarse de bando, pretendió presentar batalla a los invasores, pero sufrió la deserción en masa de sus tropas. Manuel Oribe, entonces, dejó 6000 hombres en el sitio y al frente de 3000 se dirigió hacia Urquiza, uniendo esas fuerzas con las que le quedaban a su hermano Ignacio Oribe.
El 4 de septiembre 16 000 soldados brasileños al mando del marqués de Caxias ingresaron por Santa Ana y Oribe comprendió que no tenía posibilidad alguna de resistir. El marqués no dudó en sobornar a numerosos políticos y oficiales de Oribe, quien envió ante Urquiza a Lucas Moreno con instrucciones de llegar a un acuerdo y se retiró al Gobierno del Cerrito. Después de una larga negociación, se firmó el 8 de octubre de 1851 la Capitulación del Pantanoso, que ponía fin a la Guerra Grande. Según este acuerdo:
- Uruguay quedaba bajo el control del Gobierno de la Defensa, que se comprometía a convocar elecciones a la mayor brevedad posible.
- Se establecía que todos los orientales, al margen del bando en el que se hubieran alineado, tendrían los mismos derechos.
- Que Oribe quedaba en libertad y podría disponer de su persona.
- Que los actos del Gobierno del Cerrito se considerasen legales a todos los efectos.
- Que el gobierno resultante de las próximas elecciones asumiría las deudas contraídas por aquel.
- Se reconocía que la resistencia a la intervención anglo-francesa se había hecho con el propósito de defender la independencia oriental.
- Que, en definitiva, en el conflicto terminaba “sin vencidos ni vencedores”.